# 天主教艾希施泰特教区
天主教艾希施泰特教區（拉丁語：Dioecesis Eystettensis）是德國一個羅馬天主教教區，教座位於艾希施泰特。屬班貝格總教區。

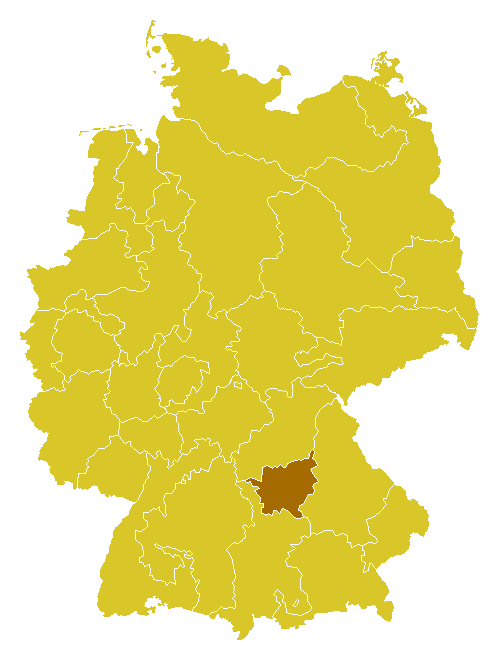
艾希施泰特教區管轄範圍圖

教區位於巴伐利亞州中部。2011年，有教友414,851人，佔轄區總人口47.7%、264個堂區、355名司鐸、38名執事、79名修士、458名修女。現任教區主教為額我略·瑪利亞·漢克。
教區由聖波尼法爵於745年成立，11世紀主教成為采邑主教。1803年被併入巴伐利亞選侯國。